# Obert Mpofu
Obert Moses Mpofu (ur. 12 października 1951) – zimbabwejski polityk, minister przemysłu i handlu międzynarodowego.

## Kariera polityczna
Mpofu był wcześniej gubernatorem prowincji Matabeleland North. Mianowany na ministra przemysłu i handlu międzynarodowego został w środku kwietnia 2005 roku, w wyborach do parlamentu w marcu 2005.

## Minister przemysłu i handlu międzynarodowego
Mpofu odpowiadał za zastój podstawowych towarów w Zimbabwe w 2007 roku. Został wyznaczony przez Roberta Mugabe do przewodniczenia rządowi obserwacji cen, który powstał w związku z zamrożeniem cen. Odebrał licencje rzeźniom w całym państwie podczas zastoju cen, w związku z czym wołowina stała się słabo dostępna w sklepach w całym kraju.